# Селивёрстов переулок
Селивёрстов переулок — улица в центре Москвы в Красносельском районе между улицей Сретенка и Костянским переулком. Один из Сретенских переулков.

## Происхождение названия
Название (первоначально — Селивёрстовский переулок) получил в XVIII веке по фамилии местного домовладельца дворянина Селивёрстова, на тот момент исполнявшего государеву службу в должности берг-секретаря (ведомства горного дела).

## Описание
Селивёрстов переулок начинается справа от Сретенки напротив Последнего переулка проходит на восток параллельно Даеву переулку с севера и Малому Головину с юга и заканчивается на Костянском переулке.

## Примечательные здания и сооружения
по нечётной стороне:
- № 1/26— Бывший дом Санкт-Петербургского общества страхования с кинотеатром «Одеон» (1912—1914, гражданский инженер А. Г. Измиров, совместно Виктором и Александром Весниными). В доме работала студия Малого театра под руководством В. Н. Пашенной и Н. А. Смирновой, затем Ф. Н. Каверина.
- № 1А — жилой дом. Здесь жил советский режиссёр театра и кино Анатолий Эфрос[2]. В этом доме также жил заслуженный артист РСФСР Николай Майборода[источник не указан 389 дней].

по чётной стороне:
- № 2/24 — Доходный дом (1875, архитектор А. И. Гнездарев)
- № 10, строение 2 — Доходный дом (1903, архитектор И. В. Михайловский);